# San E

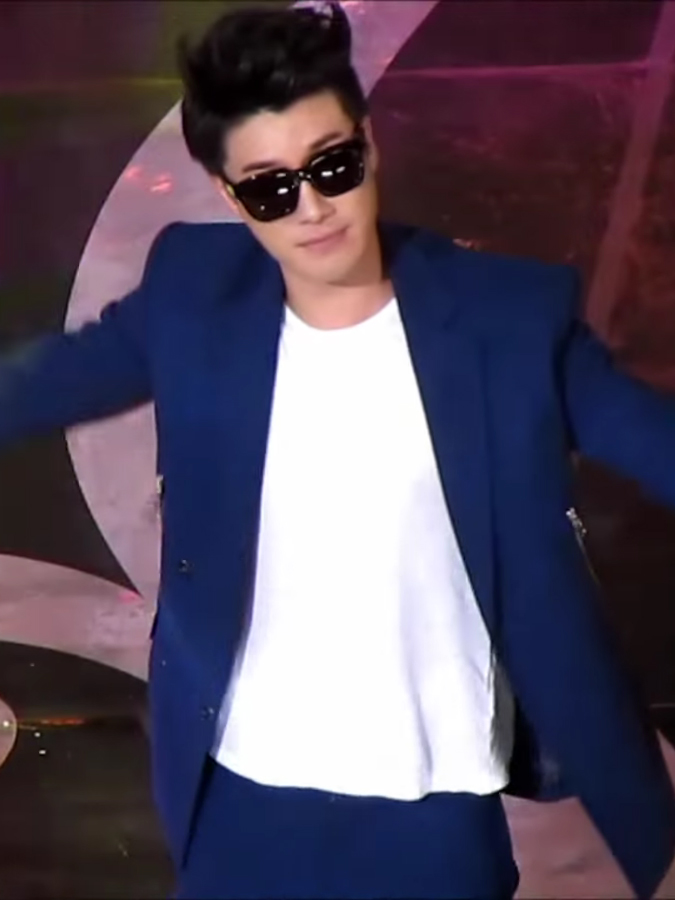
San E bei den Seoul International Drama Awards (2014)

San E (* 23. Januar 1985 im Bupyeong District, Incheon; bürgerlich: Jung San) ist ein südkoreanischer Rapper.

## Biografie
San zog während seiner Junior-High-School-Zeit nach Atlanta in den Vereinigten Staaten. Nach seinem Abschluss besuchte er die University of Georgia. Bei den Korean Music Awards 2010 gewann er mit seinem Song Rap Genius die Kategorie „Best Hip-Hop Song“ und wurde anschließend vom südkoreanischen Musiklabel JYP Entertainment unter Vertrag genommen. Im September 2010 erschien die EP Everybody Ready?. Seine Debütsingle wurde Tasty San mit Min von Miss A. 2011 war er Teil des Benefizprojektes Stand Up, Japan!. Der Erlös der Single kam den Opfern des Tōhoku-Erdbeben 2011 zugute. Anschließend erschien die Single Please Don’t Go zusammen mit Outsider und Changmin von 2AM. Im November erschien mit I Want You to Be Unhappy eine weitere Single.
2013 verließ San E sein Plattenlabel JYP und wechselte zu Brand New Music. Im August des gleichen Jahres erschien das Musikvideo Story of Someone I Know, eine Kollaboration mit Nara von Hello Venus. Damit erreichte er Platz 1 der südkoreanischen Gaon Charts, nachdem er vorher nur eine Reihe von Top-50-Hits hatte. Im gleichen Jahr erschien die zweite EP ‘Not’ Based on the True Story.
2014 folgte mit A Midsummer Night’s Sweetnes ein weiterer Nummer-eins-Hit. Als Gast war diesmal Raina von After School vertreten. Darauf folgte mit Body Language (feat. Bumkey) die nächste Nummer-eins-Platzierung. Am 27. April 2015 folgte das Debütalbum The Boy Who Cried Wolf.

## Diskografie

### Alben
| Jahr | Titel                                                   | Höchstplatzierung, Gesamtwochen, AuszeichnungChartsChartplatzierungen (Jahr, Titel, Platzierungen, Wochen, Auszeichnungen, Anmerkungen) | Anmerkungen                          |
| Jahr | Titel                                                   | KR | Anmerkungen                          |
| ---- | ------------------------------------------------------- | --- | ------------------------------------ |
| 2015 | The Boy Who Cried Wolf (양치기 소년; Yangchigi Sonyeon) | KR17 (5 Wo.)KR | Erstveröffentlichung: 27. April 2015 |

### EPs
| Jahr | Titel                         | Höchstplatzierung, Gesamtwochen, AuszeichnungChartsChartplatzierungen (Jahr, Titel, Platzierungen, Wochen, Auszeichnungen, Anmerkungen) | Anmerkungen                              |
| Jahr | Titel                         | KR | Anmerkungen                              |
| ---- | ----------------------------- | --- | ---------------------------------------- |
| 2010 | Everybody Ready?              | KR20 (2 Wo.)KR | Erstveröffentlichung: 13. September 2010 |
| 2013 | ‘Not’ Based on the True Story | KR27 (6 Wo.)KR | Erstveröffentlichung: 21. November 2013  |
| 2017 | Season of Suffering           | KR22 (1 Wo.)KR | Erstveröffentlichung: 23. Januar 2017    |
| 2019 | Ballad Rap Song               | — | Erstveröffentlichung: 12. Dezember 2019  |

### Singles
| Jahr | Titel Album                                                                                                   | Höchstplatzierung, Gesamtwochen, AuszeichnungChartsChartplatzierungen (Jahr, Titel, Album, Platzierungen, Wochen, Auszeichnungen, Anmerkungen) | Anmerkungen                     |
| Jahr | Titel Album                                                                                                   | KR | Anmerkungen                     |
| ---- | --- | --- | ------------------------------- |
| 2010 | Tasty San (맛좋은산) Everybody Ready?                                                                         | KR45 (9 Wo.)KR | feat. Min of miss A             |
| 2010 | LoveSick Everybody Ready?                                                                                     | KR19 (6 Wo.)KR |                                 |
| 2011 | Someone’s Dream (어떤이의 꿈) Dream High OST Part.3                                                           | KR48 (5 Wo.)KR | feat. Sohyang                   |
| 2011 | Please Don’t Go (가면 안돼) Everybody Ready?                                                                  | KR14 (4 Wo.)KR | feat. Outsider und Changmin/2AM |
| 2011 | Wish U to Be Unhappy (불행했음 좋겠다) –                                                                      | KR54 (2 Wo.)KR | feat. Bee/Rphabet               |
| 2011 | Big Boy – | KR39 (2+ Wo.)KR | feat. Bee/Rphabet               |
| 2013 | Story of Someone I Know (아는사람 얘기) ‘Not’ Based on the True Story                                         | KR1 (17 Wo.)KR | feat. Nara/Hello Venus          |
| 2013 | Where Did You Sleep? (어디서 잤어) ‘Not’ Based on the True Story                                              | KR8 (8 Wo.)KR | feat. Verbal Jint & Swings      |
| 2013 | Break-Up Dinner (이별식탁) ‘Not’ Based on the True Story                                                      | KR3 (13 Wo.)KR | feat. Sanchez/Phantom           |
| 2014 | What’s Wrong with Me (나 왜이래) You’re All Surrounded OST                                                    | KR4 (16 Wo.)KR | feat. Kang Min Hee              |
| 2014 | A Midsummer Night’s Sweetness (한여름밤의 꿀) –                                                               | KR1 (40 Wo.)KR | feat. Raina/After School        |
| 2014 | Body Language –                                                                                               | KR1 (11 Wo.)KR | feat. Bumkey                    |
| 2014 | Brand New Day Brand New Year Vol. 3                                                                           | KR30 (3 Wo.)KR | feat. BNW                       |
| 2015 | Coach Me No Mercy Part 1                                                                                      | KR16 (4 Wo.)KR | feat. Hyolyn & Jooheon          |
| 2015 | On Top of Your Head (모두가 내 발 아래; Moduga Nae Bal Arae) The Boy Who Cried Wolf                           | KR17 (4 Wo.)KR | feat. MC Gree                   |
| 2015 | Me You The Boy Who Cried Wolf                                                                                 | KR2 (21 Wo.)KR | feat. Baek Yerin/15&            |
| 2015 | Like Father, Like Son (그 아버지에 그 아들; Geu Abeojie Geu Aduel) –                                          | KR23 (3 Wo.)KR |                                 |
| 2015 | Sour Grapes (못먹는 감; Mot Meongneun Gam) –                                                                  | KR2 (18 Wo.)KR | mit Mad Clown                   |
| 2016 | Like An Airplane (마치 비행기; Machi Bihaenggi) –                                                             | KR12 (6 Wo.)KR | feat. Gary                      |
| 2016 | Sugar and Me (달고나; Dalgona) –                                                                              | KR5 (11 Wo.)KR | mit Raina                       |
| 2017 | I Am Me Season of Suffering                                                                                   | KR61 (1 Wo.)KR | feat. Hwasa                     |
| 2017 | Mohae – | KR5 (5 Wo.)KR | mit Bolbbalgan4                 |
| 2021 | A Midsummer Night’s Sweetness: Summer Again (한여름밤의 꿀: 다시 여름; Hannyeoreumbamui Kkul: Dasi Yeoreum) – | KR62 (3 Wo.)KR | mit Raina                       |